# メチルパラチオン
メチルパラチオン (Methyl Parathion) は農薬・殺虫剤に含まれる、無色または白色の固体。結晶の形は様々。一般名及び別名はパラチオンメチルである。

## 性質
構造式はパラチオンと類似。殺虫剤としてはパラチオンを上回るものの、農薬としては6割程度である。これはパラチオンより不安定で分解しやすいため。

## 使用
日本では1952年1月24日に農薬登録を受け、「ホリドール」等の商品名で有機リン系殺虫剤として稲のニカメイチュウ・カメムシ・ウンカ、果樹のアブラムシ・ハマキムシに使われたが、1971年11月9日に登録失効した。

## 毒性
毒性はパラチオンの3分の1であるが、摂取した際の危険性は否定できない。許容量を超えると死に至ることがある。
世界保健機関（WHO）では、極めて危険とされる毒性等級（Ia）に、ロッテルダム条約では極めて有害に分類されている。世界中のほぼすべての国で販売と輸入が許可されていないが、いくつかの特定の条件付でのみ取引が許可されている。

### 関連する事件
- 2008年2月20日に中国製の冷凍食品からの検出が判明して問題になった。（中国産食品の安全性）
- 2017年2月13日、暗殺された北朝鮮人の金正男の遺体から検出されたのは「パラチオンメチル」と一部メディアから報じられた[8]が、その後マレーシア警察は「VXガス」が使用されたと発表し、朝日新聞は2月24日朝刊で「捜査当局は当初、成分構造からパラチオンメチルという物質の可能性があるとみていたが、最終的に同じリンを主成分とするVXだと判断した模様だ」とした[9]。